# Чапля (село)
Ча́пля — село в Україні, у Летичівській селищній громаді Хмельницького району Хмельницької області. Населення становить 276 осіб.

## Історія
Перша згадка про село походить з 1473 року.
7 (20) листопада 1917 року, відповідно до Третього Універсалу Української Центральної Ради, увійшло до складу Української Народної Республіки.
Колишній орган місцевого самоуправління — Чаплянська сільська рада.
12 червня 2020 року, відповідно до розпорядження Кабінету Міністрів України № 727-р «Про визначення адміністративних центрів та затвердження територій територіальних громад Хмельницької області», увійшло до складу Летичівської селищної територіальної громади.
19 липня 2020 року, в результаті адміністративно-територіальної реформи та ліквідації Летичівського району, село увійшло до складу новоутвореного Хмельницького району.

## Відомі уродженці
- Кухаренко Юрій Володимирович (1919—1980) — радянський археолог, доктор історичних наук.
- Намистюк Анатолій Михайлович (1947—2004) — художник декоративно-ужиткового мистецтва, графік, монументаліст, живописець.